# 法克特里灣
法克特里灣（英語：Factory Cove），是南極洲的海灣，位於南奧克尼群島中西格尼島的博爾赫灣南部，處於奈弗角和貝恩特森角之間，現時由南極條約體系管理。